# West Baines River
Der West Baines River ist ein Fluss im Nordwesten des australischen Northern Territory.
Häufig führt er in der Trockenzeit wenig oder gar kein Wasser.

## Geografie

### Flusslauf
Der Fluss entspringt an den Nordhängen des Mount Behn, nahe der Grenze zu Western Australia. Ganz in der Nähe liegt die Quelle des Behn River / Behm River. Von dort fließt der West Baines River nach Nordosten bis zur Aboriginessiedlung Kildurk im Nagurunguru-Reservat. Dort wendet er seinen Lauf nach Norden, unterquert den Victoria Highway, biegt wieder nach Nordosten ab und bildet bei Auvergne zusammen mit dem East Baines River den Baines River.

### Nebenflüsse mit Mündungshöhen
Der West Baines River hat folgende Nebenflüsse:
- Revolver Creek – 135 m
- Mullara Creek – 125 m
- Horse Creek – 94 m
- Nigger Creek – 93 m
- Crooked Creek – 81 m
- Cattle Creek – 80 m
- Boxers Spring Creek – 76 m
- Captain Spring Creek – 72 m
- Leichhardt Creek – 70 m
- Kildurk Creek – 48 m
- Blackfellow Creek – 34 m
- Saddle Creek – 27 m
- Rooster Creek – 23 m
- Snake Creek – 17 m
- Dick Creek – 11 m